# Plymouth VIP
Der Plymouth VIP war ein Full-Size-Fahrzeug der zum Chrysler-Konzern gehörenden Marke Plymouth, das von 1966 bis 1969 auf dem nordamerikanischen Markt angeboten wurde. Die an den Begriff Very Important Person erinnernde Abkürzung VIP, die erstmals 1965 für ein Showcar verwendet worden war, stand je nach Quelle für „Very Important Plymouth“ oder für „Very Interesting Plymouth.“ Der VIP war äußerlich und technisch baugleich mit den Modellen der Plymouth-Fury-Familie, hatte aber eine gehobene Ausstattung und war als deren luxuriös ausgerichtete Variante das Spitzenmodell der Marke.

## Showcar 1965
1965 stellte Plymouth ein als VIP bezeichnetes Showcar vor, das auf dem Fury basierte. Es war ein offener Zweitürer, der einen zentralen, in Wagenlänge verlaufenden Überrollbügel hatte. Das Konzept war nicht alltagstauglich. Von dem Showcar wurde nur ein einzelnes Ausstellungsstück hergestellt.

## Modellgeschichte
Die Einführung des VIP war eine Reaktion von Plymouth auf ähnliche Entwicklungen bei den Konkurrenten Ford und Chevrolet. Ford hatte 1965 seinem größten Modell Galaxie eine Luxusversion mit der Bezeichnung Limited (LTD) hinzugefügt, die ab 1967 eine eigenständige Baureihe war. Ähnlich war Chevrolet mit dem Impala verfahren, dessen Topversion ab 1965 als Caprice ausgegliedert wurde. Plymouths Spitzenmodell war bislang der Fury gewesen, der, nachdem er drei Jahre lang auf einem Mittelklassefahrgestell aufgebaut war, seit 1965 wieder auf der größeren Chrysler C-Plattform basierte und damit die Dimensionen der Full-Size-Klasse wieder erreichte.
Der VIP erschien zum Modelljahr 1966, dem zweiten Jahr der vierten Fury-Generation. Das Fahrwerk und die Karosserie des VIP entsprachen dem Fury, allerdings war der VIP in den ersten drei Jahren nur als zwei- und viertüriges Hardtopmodell erhältlich. Cabriolets, Limousinen mit fest stehender B-Säule (Sedans) und Kombis, die in der regulären Fury-Reihe erhältlich waren, gab es beim VIP nicht. Die Dächer waren serienmäßig mit Vinyl überzogen; hinzu kamen abgedeckte Hinterräder, größere Rückleuchten und zusätzliche Blinker in den Wagenflanken.
Der VIP war nicht mit allen im Fury angebotenen Motoren erhältlich; VIP-Käufer hatten zur Auswahl
- einen 5,2 Liter (318 Kubikzoll) großen Achtzylinder-V-Motor mit 230 SAE-PS als Standardmotorisierung,
- einen 6,2 Liter (383 Kubikzoll) großen V8 mit 325 SAE-PS und
- einen 7,2 Liter (440 Kubikzoll) großen V8 mit 365 SAE-PS.

Die Innenausstattung des VIP war hochwertiger als bei den regulären Fury-Versionen. Sie umfasste eine aufwendige Polsterung der Sitze, wahlweise in Vinyl oder echtem Leder, Walnussholzeinlagen am Armaturenbrett und an den Türverkleidungen, dickere Teppiche und eine bessere Geräuschisolierung sowie zusätzliche Beleuchtungen im Innenraum.
Der VIP machte von 1966 bis 1968 die technischen und stilistischen Entwicklungen der vierten Fury-Generation mit. Als Plymouth zum Modelljahr 1969 die fünfte Fury-Generation einführte, die komplett neu gestaltet war und dem sogenannten Fuselage-Design folgte, erschien auch wieder eine VIP-Version als Spitzenmodell. In diesem Modelljahr gab es neben dem herkömmlichen Hardtop Coupé auch ein sogenanntes Formal Coupé, das eine weniger stark geneigte C-Säule hatte. Zu Beginn des folgenden Modelljahrs wurde die VIP-Reihe allerdings wieder eingestellt. Das Spitzenmodell der Marke hieß seitdem – wie schon bis 1965 – wieder Plymouth Fury III.
Die Preise des VIP lagen etwa 250 US-$ über denen des Fury III. Die VIP-Modelle waren die teuersten Coupés und Limousinen der Marke Plymouth. Die Preise entsprachen ungefähr denen der baugleichen, allerdings etwas größeren Dodge Monaco. Der ebenfalls baugleiche, aber nochmals längere  Chrysler Newport war etwa 150 US-$ teurer.

## Produktion
| Modelljahr | Code   | Produktionszahlen Plymouth VIP | Produktionszahlen Plymouth VIP | Produktionszahlen Plymouth VIP | Produktionszahlen Plymouth VIP |
| Modelljahr | Code   | Hardtop Coupé                  | Formal Coupé                   | Hardtop Sedan                  | Summe                          |
| ---------- | ------ | ------------------------------ | ------------------------------ | ------------------------------ | ------------------------------ |
| 1966       | VP2-H  | k. A.                          | k. A.                          | k. A.                          | k. A.                          |
| 1967       | CP2-P  | 7912                           | –                              | 10830                          | 18742                          |
| 1968       | PP VIP | 6768                           | –                              | 10745                          | 17513                          |
| 1969       | PP VIP | 4740                           | 1059                           | 7982                           | 13781                          |